# Renato Mocellini
Renato Mocellini   (Vahrn, 2 d'abril de 1929 - Brixen, 9 de novembre de 1985) fou un pilot de bob italià que va competir durant les dècades de 1950 i 1960.
El 1956 va prendre part en els Jocs Olímpics d'Hivern de Cortina d'Ampezzo, on guanyà la medalla de plata en la prova del bob a quatre del programa de bob. Va formar equip amb Eugenio Monti, Renzo Alverà i Ulrico Girardi. En el seu palmarès també destaquen una medalla d'or i una de bronze al Campionat del món de bob.